# Туркменбаши (град)
Туркменбаши (туркменски: Türkmenbaşy, пер. ترکمنباشی) или раније Красноводск је град у Балканској покрајини у Туркменистану. Налази се на обали Каспијског језера односно Красноводског залива на надморској висини од 27 метара. Према подацима из 2004. године Туркменбаши има 86.800 становника од којих су углавном Руси, Јермени и Азери.  

## Клима
Турменбаши има пустињску климу са топлим летима и хладним зимама. Просечне температуре су 3°C у јануару и 28°C у јулу. Највиша измерена температура је до 45°C а најнижа до -22°C.

## Знаменитости
- Музеј регионалне историје
- Капија на бившој Красноводској тврђави
- Плаже
- Резерват природе Хазар
- Природњачки музеј

## Градови побратими
- Јурмала,  Летонија